# Grand Hotel (album)
Grand Hotel – szósty album studyjny angielskiego zespołu rockowego Procol Harum, wydany w 1973 roku przez wytwórnię Chrysalis.

## Lista utworów
Opracowano na podstawie materiału źródłowego.
Wydanie LP:
Strona A
| Nr | Tytuł utworu       | Słowa      | Muzyka       | Długość |
| -- | ------------------ | ---------- | ------------ | ------- |
| 1. | „Grand Hotel”      | Keith Reid | Gary Brooker | 6:10    |
| 2. | „Toujours l’amour” | Keith Reid | Gary Brooker | 3:31    |
| 3. | „A Rum Tale”       | Keith Reid | Gary Brooker | 3:20    |
| 4. | „T.V. Caesar”      | Keith Reid | Gary Brooker | 5:52    |
|    |                    |            |              | 18:53   |

Strona B
| Nr | Tytuł utworu                   | Słowa      | Muzyka       | Długość |
| -- | ------------------------------ | ---------- | ------------ | ------- |
| 1. | „A Souvenir of London”         | Keith Reid | Gary Brooker | 3:23    |
| 2. | „Bringing Home the Bacon”      | Keith Reid | Gary Brooker | 4:21    |
| 3. | „For Liquorice John”           | Keith Reid | Gary Brooker | 4:27    |
| 4. | „Fires (Which Burnt Brightly)” | Keith Reid | Gary Brooker | 5:10    |
| 5. | „Robert’s Box”                 | Keith Reid | Gary Brooker | 4:45    |
|    |                                |            |              | 22:06   |

## Twórcy
Opracowano na podstawie materiału źródłowego.
Muzycy:
- Gary Brooker – śpiew, fortepian, orkiestracja
- Chris Copping – organy
- Mick Grabham – gitara elektryczna
- Alan Cartwright – gitara basowa elektryczna i akustyczna
- B.J. Wilson – perkusja, instrumenty perkusyjne, mandolina
- Keith Reid – teksty

Dodatkowi muzycy:
- Christiane Legrand – śpiew (B4)

Produkcja:
- Chris Thomas – produkcja muzyczna
- John Punter – inżynieria dźwięku
- Gareth Edwards – inżynieria dźwięku (asystent)
- Spencer Zahn – projekt oprawy graficznej
- Jeffrey Weisel – fotografie